# ヴィリとヴェー

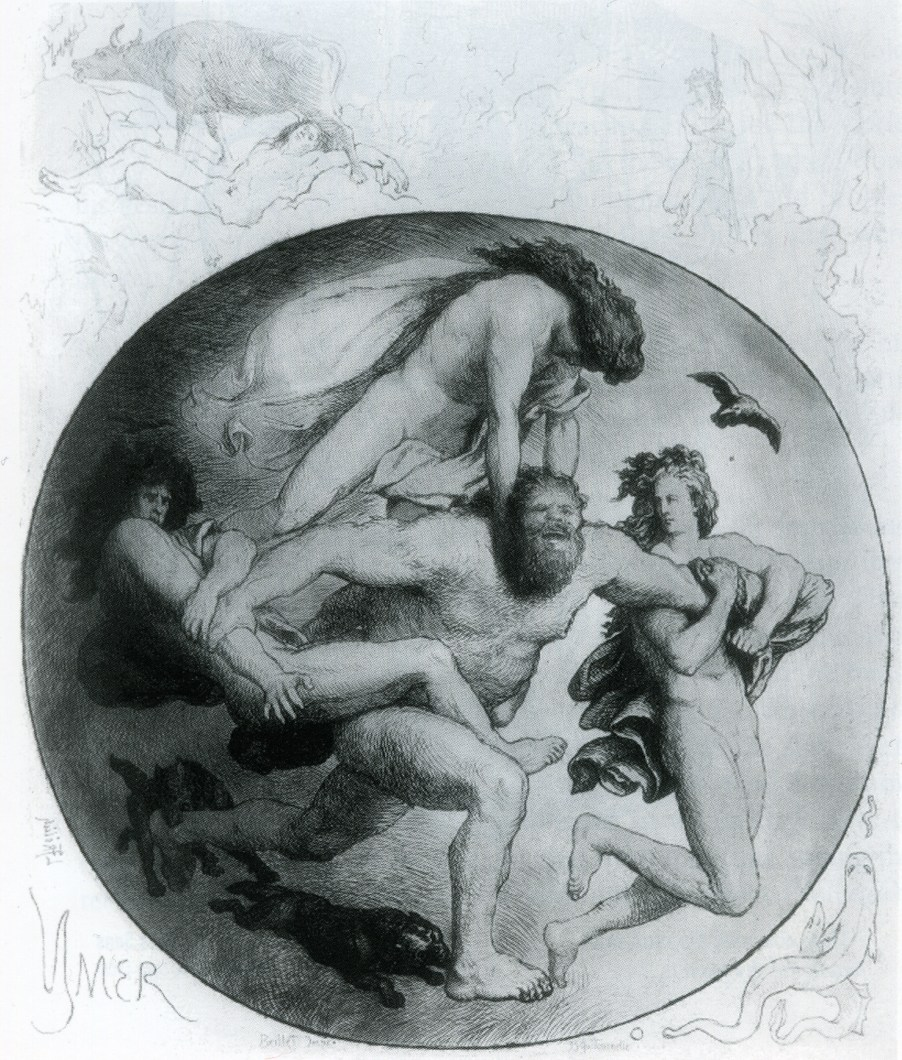
オーディン・ヴィリ・ヴェーによるユミルの殺害（Lorens Frølich 画）

ヴィリ（古ノルド語: Vili/Vilji）とヴェー（古ノルド語: Vé）は、北欧神話に登場するアース神族である。

## 『エッダ』
『スノッリのエッダ』第一部『ギュルヴィたぶらかし』第6章によると、二人は巨人女性のベストラと、最初の神ボルの間の息子であった。
二人の兄弟がオーディンである。彼らは力を合わせて最初の巨人ユミルを殺害した。
第9章では、この三兄弟が海岸で二本の木（トネリコとニレ）を見つけ、ここからアスクとエムブラを創ったことが説明されている。オーディンは命と魂を、ヴィリは動く力と知性を、ヴェーが言語、聴覚、視覚を与えたとされている。
『古エッダ』の『巫女の予言』では、最初の人間の男性アスクと女性エムブラを作り出す際にオーディンと協力したのはヘーニルとローズルであった。しかし、『ギュルヴィたぶらかし』においては、ヴィリとヴェーが二人の代わりに登場している。
スノッリ・ストゥルルソンは『巫女の予言』の内容を当然知っているため、「ヘーニル」がヴィリの、「ローズル」がヴェーのもう一つの名前であった可能性はある。
『古エッダ』の『ロキの口論』では、オーディンの妻フリッグがヴィリとヴェー（ヴェーイ）と性的関係を持ったことをロキに暴露された。

## 『ユングリング家のサガ』
スノッリによる『ユングリング家のサガ』において、ヴィリとヴェー（ヴェーリル）は、アシーア（アジア）の川タナクヴィースル（ドン川）の東の国アーサランドの統治者であるオーディンの兄弟として登場する。オーディンが国外へ旅に出ている間、二人は国を治めていたが、ある時はオーディンがいつまでも戻ってこなかったことからもう彼が帰ってこないと判断したヴィリとヴェーは、オーディンの財産を分けたほか、妻フリッグも二人のものとした。しかしオーディンは結局帰国してフリッグを取り戻したという。
やがてオーディンと十二人の神殿司祭は、人々を引き連れてアーサランドを離れ、北方に向かったが、ヴィリとヴェーはアーサランドに留まったという。

## 異説
ドナルド・A・マッケンジー『北欧のロマン ゲルマン神話』（東浦義雄、竹村恵都子訳、大修館書店、1997年）においては、ヴィリの別名がローズル、ヴェーの別名がヘーニルとされている。